# Densité sectionnelle

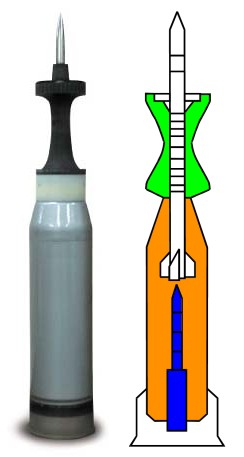
Obus de 120 mm américain M829 avec pénétrateur en uranium appauvri.

La densité sectionnelle est un facteur majeur pour calculer les capacités de perforation d'un projectile. Il est fonction de la masse du projectile par rapport à sa surface au contact du corps à perforer.
Plus le projectile est lourd, étroit et long, plus il est perforant. C'est pourquoi les flèches de l'arc long anglais plus longues (et donc plus lourdes) que les flèches classiques et dotées de pointes bodkin étaient capables de perforer une armure de plate ou 10 cm de chêne.
De la même manière on utilise ce principe dans l'obus flèche : son profil est long et effilé et son cœur en tungstène ou en uranium appauvri de manière à avoir une masse très importante par rapport au diamètre du projectile. Les « flèches » sont généralement en alliage de tungstène (comme le carbure de tungstène) qui est plus dur que l'acier, ou des flèches dont le cœur est en uranium appauvri plus dense que l'acier, et concentrant donc dans son centre plus de puissance (ce matériel est toutefois moins puissant). Le tungstène possède une température de fusion de 3 400 °C et d’ébullition de 5 700 °C. L’uranium appauvri possède quant à lui un point de fusion à 1 130 °C et d’ébullition à 3 850 °C mais il a l’avantage d’être fourni gratuitement. Le tungstène est d’autre part deux fois plus dur que l’uranium appauvri, avec une dureté de 500 Vickers, contre 250 Vickers seulement pour l’uranium appauvri).
Densité des matériaux pour comparaison : Eau, 1 ; Acier, 7,8 ; Bronze, 8,4 à 9,2 selon le mélange ; Plomb, 11,3 ; Uranium, 18,7 ; Uranium appauvri, 19,1 ; Tungstène, 19,3.